# Abraham de Bruyn

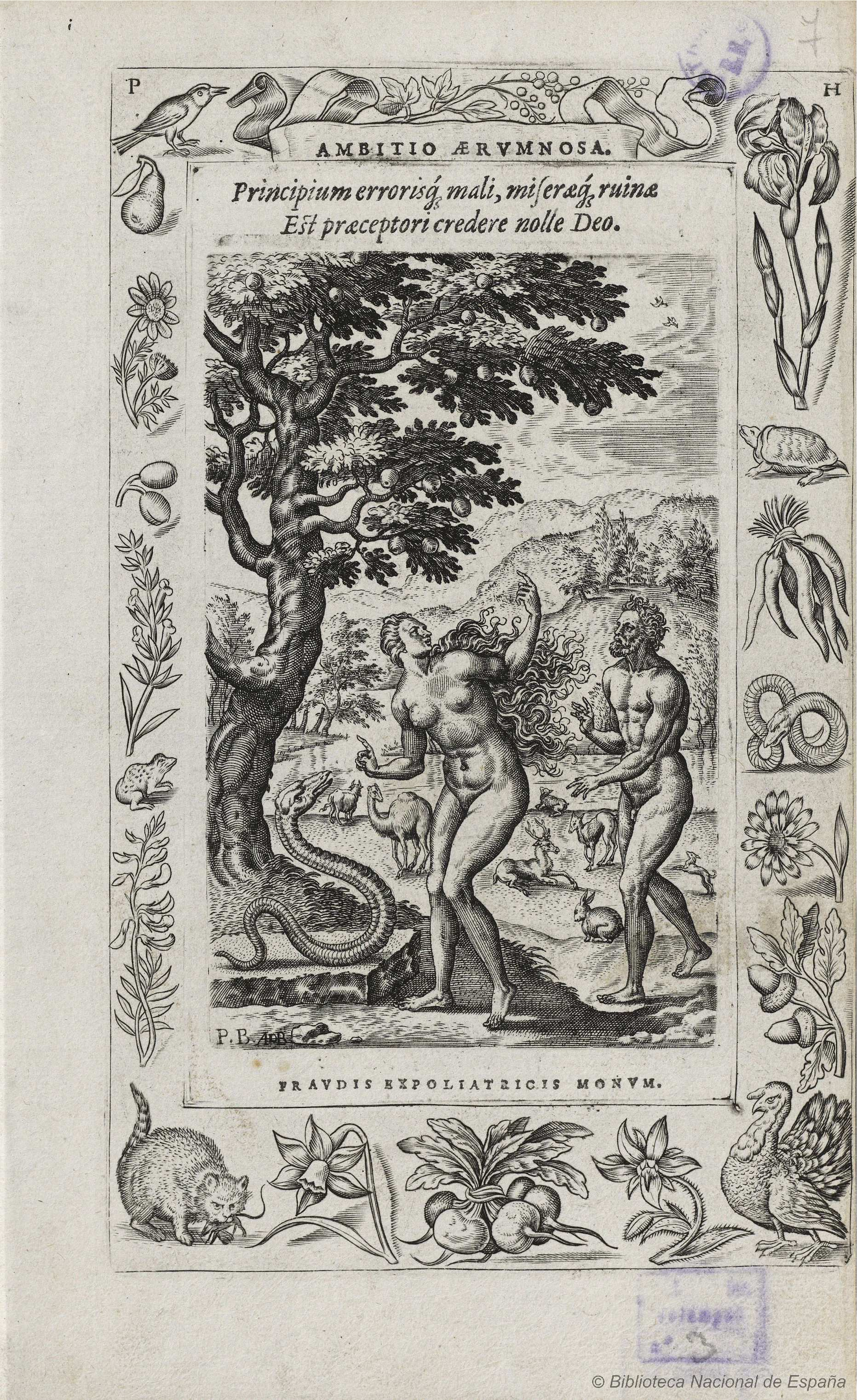
Ambitio ærvmnosa, tabla II, Humanae salutis monumenta, Grabado de Abraham de Bruyn por dibujo de Pieter van der Borcht, Amberes, 1571. Biblioteca Nacional de España.

Abraham de Bruyn (Amberes, c. 1539-Colonia ?, 1587) fue un grabador y editor flamenco.
Comisionado por Cristóbal Plantino residió en Breda de 1570 a 1576 y se estableció en Colonia hacia 1577 sin dejar de trabajar para las imprentas de Amberes. Son suyos buena parte de los grabados de la primera edición de los Humanae salutis monumenta de Benito Arias Montano, obra impresa por Cristóbal Plantino en Amberes en 1571. Sobre dibujos de Pieter van der Borcht, realizados bajo la directa supervisión del mismo Arias Montano que pudo proporcionar algunos de los modelos, y con orlas de Pieter Huys, los grabados fueron reaprovechados diez años después, sin las orlas, en una segunda edición de los Monumenta y, parcialmente, en algún otro de los libros salidos de la imprenta plantiniana. También se encargó de las ilustraciones del volumen dedicado a conmemorar los fastos por la entrada en Amberes de Francisco de Anjou, hijo del rey Enrique II de Francia y Catalina de Médici, obra publicada por Plantino en 1582 con el título de La Joyeuse & magnifique entrée de monseigneur François [...] en sa tres-renommé ville d' Anvers.
En Colonia además firmó como editor dos obras sobre hábitos y costumbres en el vestir, la primera dedicada a las vestiduras religiosas (Imperii ac sacerdotii ornatus, diversarum item gentium peculiaris vestitus, 1578) y la segunda para el vestuario en las diversas partes del mundo en tiempos del emperador Carlos V: Omnium pene Europae, Asiae, Aphricae, atque Americae gentium habitus / Habits de diuerses nations de l'Europe, Asie, Afrique et Ameriq[u]e, 1581.